# Тихий Дон (фільм, 1958)
«Ти́хий Дон» (рос. «Тихий Дон») — російський радянський трисерійний кольоровий фільм-епопея у жанрі епічної драми, знятий режисером Сергієм Герасимовим за однойменним романом Михайла Шолохова на кіностудії імені Горького у 1957-1958 роках. Лідер прокату 1958 року у СРСР (1 місце, 47 млн глядачів).

## Історія створення
Ще у 1939 році режисер Сергій Герасимов звернувся до ДУФК с пропозицією екранізувати роман Михайла Шолохова «Тихий Дон», проте отримав відмову.
У 1956 році С. Герасимов вирішив, що час для зйомок фільму настав. Сценарій фільму одобрив сам автор роману.
Зйомки розпочались у 1956 році в павільйоні кіностудії імені Горького, а на початку жовтня того ж року знімальна група виїхала у експедицію на Дон. На хуторі Диченськ, де йшли зйомки першої екранізації роману 1930 року, збудували декорації, а у 3-х кілометрах від хутора «збудували» садибу Листницьких.
У вересні 1957 року розпочався монтаж стрічки, а у листопаді перші дві серії вийшли на екран. Третя, заключна, серія вийшла через пів-року, у 1958 році.
Фільм став лідером прокату 1958 року, зібравши 47 мільйонів глядачів.

## Сюжет
Події фільму розгортаються на Дону, в станиці Вешенській напередодні Першої світової війни. Молодий козак Григорій Мелєхов закоханий у свою сусідку Аксинью Астахову. Оскільки Аксинья одружена, їм доводиться приховувати свої стосунки. Проте незабаром про них знала вже вся станиця. Батько Григорія, Пантелій Прокопович Мелєхов, дізнавшись про стосунки сина з одруженою жінкою, вирішує якнайшвидше одружити його.
На вимогу батьків Григорій одружується з багатою козачкою Наталією Коршуновою, молодшою сестрою свого найкращого товариша Дмитра Коршунока. Проте одруження не згасило кохання Григорія до Аксиньї й він розповідає про це своїй дружині. Почувши про таке, Мелєхов-старший виганяє сина з дому.
Залишивши родину, Григорій наймається робітником у садибу козацького генерала Миколи Листницького й забирає до себе Аксинью, яка не витримавши знущань чоловіка, також втікає з дому. Через деякий час у Григорія та Аксиньї народжується донька, але Григорія майже відразу забирають на військову службу.
З початком Першої світової війни козак Григорій Мелєхов потрапляє у саму гущавину подій. За два роки війни в армії наростало невдоволення, у солдатських окопах почали з'являтись листівки, що закликали солдатів кидати зброю й повертатись додому. Багато солдатів так і робили, проте козаки, віддані царю, воювали до кінця.
Після Жовтневого перевороту й захоплення влади більшовиками, вони підписали з німцями Берестейський мирний договір. Мільйони солдатів повернулись додому. Григорій, наслухавшись солодких промов і обіцянок більшовиків, перейшов на їхній бік, але дуже скоро розчарувався у своєму виборі. Разом зі своїм братом Петром Григорій очолює загони Білого руху. У братовбивчій війні Петро гине від руки свого кума, який воював за червоних.
Відступаючи під натиском Червоної армії, Григорій та інші козаки опиняються у Новоросійську, де намагаються потрапити на пароплав, що відходить до Туреччини. Натомість потрапляє у полон до червоних і переходить на їх бік. Проте зміцніла Радянська влада відмовляється від послуг колишнього класового ворога й відправляє його додому.
Повернувшись у станицю, Григорій розуміє, що він тут чужий, комісари не збирались пробачити його, над Григорієм нависла загроза арешту. Під прикриттям ночі Григорій з Аксинією тікають зі станиці, але натрапляють на озброєних станичників. Від випадкового пострілу гине Аксинья, а Григорій, вбитий горем, йде на чужину.
Проте незабаром туга за батьківщиною та дітьми змушує Григорія повернутися додому.

## Актори і ролі
- Петро Глєбов — Григорій Мелєхов
- Еліна Бистрицька — Аксинья
- Зинаїда Кирієнко — Наталія Мелєхова
- Людмила Хитяєва — Дар'я, дружина Петра Мелєхова
- Данило Ільченко — Пантелій Прокопович Мелєхов
- Анастасія Філіпова (Горіна) — Іллівна, мати Мелєхова
- Микола Смирнов — Петро Мелєхов
- Ігор Дмитрієв — Євген Листницький, білогвардійський офіцер
- Наталія Архангельська — Дуняша Мелєхова
- Олексій Благовестов — Степан Астахов, чоловік Аксиньї
- Вадим Захарченко — Прохор Зиков
- Геннадій Карякін — Михайло Кошовий
- Борис Новиков — Митька Коршунов
- Михайло Васильєв — Христоня
- Віктор Бубнов — Яків Фомін
- Михайло Глузський — осавул Калмиков
- Олександр Жуков — Мирон Григорович Коршунов
- Дмитро Капка — дід Сашко
- Олександр Карпов — дід Гришака
- Петро Любешкін — Олексій Шаміль
- Борис Муравйов — Михайло Кривошликов
- Микола Муравйов — Подтьолков
- Семен Свашенко — Гаранджа
- Олександр Титов — Іван Котляров
- Валентина Хмара — Марічка Кошова
- Петро Чернов — хорунжий Ілля Бунчук
- Олександр Шатов — Микола Листницький, козацький генерал
- Вілліан Шатуновський — Осип Давидович Штокман
- Сергій Юртайкін — Валет
- Ян Янакієв — Черенцов

та інші.

## Нагороди і відзнаки
У 1958 році на Міжнародному кінофестивалі у Карлових Варах фільм отримав «Кришталевий глобус».
Того ж року на Міжнародному огляді фестивальних фільмів у Мексиці стрічка отримала диплом за епічну високохудожню форму висвітлення народної трагедії, за чудовий артистичний ансамбль і високу якість кольору.
Перша премія й премія за режисуру на Всесоюзному кінофестивалі в Москві (1958).
Почесний диплом Гільдії режисерів США найкращому іноземному фільмові (1960).